# Lynnville (Illinois)
Lynnville é uma vila localizada no estado americano de Illinois, no Condado de Morgan.

## Demografia
Segundo o censo americano de 2000, a sua população era de 137 habitantes.
Em 2006, foi estimada uma população de 136, um decréscimo de 1 (-0.7%).

## Geografia
De acordo com o United States Census Bureau tem uma área de
0,2 km², dos quais 0,2 km² cobertos por terra e 0,0 km² cobertos por água. Lynnville localiza-se a aproximadamente 180 m acima do nível do mar.

## Localidades na vizinhança
O diagrama seguinte representa as localidades num raio de 12 km ao redor de Lynnville.